# Половченя, Гавриил Антонович
Гавриил Антонович Половченя (1907—1988) — советский военный деятель. Участник Польского похода РККА, Советско-финской, Великой Отечественной и Советско-японской войн. Герой Советского Союза (1942). Заместитель командующего бронетанковыми и механизированными войсками Одесского военного округа по боевой подготовке. Подполковник.

## Биография
Гавриил Антонович Половченя родился 1 мая 1907 года в селе Языль Бобруйского уезда Минской губернии Российской империи (ныне село Стародорожского района Минской области Республики Беларусь) в крестьянской семье. Белорус. Образование 7 классов. До призыва на военную службу работал трактористом в колхозе.
В ряды Рабоче-крестьянской Красной Армии Г. А. Половченя был призван в 1927 году. Срочную службу нёс рядовым в кавалерийском полку. По окончании школы младших командиров был назначен на должность помощника командира взвода. В армии Гавриил Антонович увлёкся техникой, и после окончания срочной службы он в 1930 году окончил курсы механиков-водителей при Объединённой Белорусской военной школе командного состава имени ЦИК БССР. Служил механиком-водителем танка в Белорусском военном округе в составе 21-й механизированной бригады. В 1935 году Гавриил Антонович был направлен на курсы среднего комсостава, после окончания которых служил командиром бронеразведроты. В сентябре 1939 года Г. А. Половченя в составе Белорусского фронта участвовал в операции по вводу войск в Западную Белоруссию. В ноябре 1939 года Гавриил Антонович был переведён на должность командира 3-й автотранспортной роты 32-го автотранспортного полка 46-й автотранспортной бригады, в составе которой участвует в Советско-финской войне. После завершения Зимней войны 46-я автотранспортная бригада была переброшена в Белорусский особый военный округ под Брест. До начала Великой Отечественной войны старший лейтенант Г. А. Половченя в составе своего подразделения участвовал в строительстве оборонительных укреплений на новой пограничной линии.
В боях с немецко-фашистскими захватчиками Г. А. Половченя с 22 июня 1941 года. 3-й автотранспортной роте удалось избежать разгрома в первые дни войны и сохранить материальную базу. После семи дней отступления она соединилась с частями 16-й армии Западного фронта и была включена в её состав. До августа 1941 года Гавриил Антонович занимался тыловым обеспечением подразделений 16-й армии. 8 августа 1941 года вышедшая с боями из окружения под Смоленском 16-я армия передала свои подразделения 20-й армии Западного фронта, а её тыловые части были выведены в резерв. В начале ноября 1941 года Г. А. Половченя был произведён в капитаны и получил назначение на должность заместителя командира 141-го отдельного тяжёлого танкового батальона, формирование которого началось в Горьком.
Вновь в составе действующей армии Г. А. Половченя с 9 января 1942 года на Северо-Западном (с 22 января 1942 года — Калининском) фронте. В составе 4-й ударной армии 141-й отдельный тяжёлый танковый батальон принял участие в Торопецко-Холмской операции. Перед батальоном была поставлена задача: поддерживая действия 249-й стрелковой дивизии, прорвать оборону противника в районе Пено-Соблаго и развить наступление в направлении Охват, Луги, Андреаполь и далее на Старую Торопу и Велиж.
9 января 1942 года 141-й отдельный танковый батальон прорвал передний край обороны противника и устремился в прорыв. Форсировав по льду под огнём противника озеро Охват, танкисты сходу взяли одноимённую деревню и двинулись на Луги. Но тяжёлые танки КВ не поспевали за более быстрыми Т-34. В азарте боя танк капитана Половчени оторвался от своего батальона на 12-15 километров и 11 января 1942 года в одиночку ворвался в деревню Луги, где был расквартирован немецкий полк. Действуя пушкой, пулемётом и гусеницами, экипаж танка уничтожил 2 противотанковых орудия, 6 миномётов, 3 станковых пулемёта, 97 повозок с боеприпасами и другим военным имуществом. Два батальона вражеской пехоты были обращены в бегство. Потери немцев в живой силе по разным оценкам составили от 300 до 2 000 человек убитыми. Сам Гавриил Антонович, после войны побывавший в местах боёв и беседовавший с местными жителями — очевидцами событий, в письме журналисту М. Секрету писал:

Один из колхозников колхоза «Маяк» деревни Луги говорил, что он лично с другими своими товарищами и солдатами рыл могилы для немцев, уничтоженных нашим танком. В каждую могилу зарывали по 500—700 трупов, а таких могил было три. Женщина рассказывала, что улица была залита фашистской кровью. Брызги крови были даже на домах, что пришлось горячей водой их смывать. Вот оказывается, что мог один танк наделать. Я этого не знал.

Не знал Гавриил Антонович и того, что рейд его танка спас от верной смерти 85 жителей деревни, обвинённых немцами в связях с партизанами, которых фашисты согнали в один дом и на следующий день планировали в присутствии остальных жителей деревни и района публично сжечь. После Луг танк Половчени ворвался в соседнюю деревню Алексино, и только там экипаж сообразил, что воюет в одиночку. Половченя приказал развернуть машину, но в это время немцы открыли огонь из пушки и повредили кормовой топливный бак, заставив танк остановиться. Попытки немцев взять экипаж танка в плен не увенчались успехом, и когда механику-водителю удалось завести танк, они накрыли машину брезентом, облили бензином и подожгли. Тем не менее экипажу удалось сбить пламя и на рассвете 12 января, уничтожив по дороге роту немецких лыжников, благополучно вернуться в Луги, уже почти освобождённые от противника. Последний узел обороны немцев в деревне находился в подвале церкви, и взять его пехотинцам никак не удавалось. Окружив церковь танками, Половченя приказал методично расстреливать её. В итоге 150 немецких солдат и офицеров сдались в плен.
13 января 1942 года 141-й отдельный танковый батальон вышел на подступы к городу Андреаполь. Капитан Половченя получил приказ двумя танками прорваться к железнодорожной станции и блокировать немецкий эшелон с награбленным имуществом и советскими гражданами, которых немцы хотели угнать в Германию. Однако при форсировании речки Городня танк Гавриила Антоновича гусеницами провалился под лёд. Отправив другой танк выполнять задание, капитан Половченя со своим экипажем остался в танке ждать подхода частей Красной Армии. Однако немцы заметили застрявший в реке танк. Посчитав, что машина брошена экипажем, немцы 15 января 1942 года подогнали тягач и отбуксировали тридцатьчетвёрку в Андреаполь. В пять часов утра 16 января экипаж «трофейного» танка пошёл на прорыв. Вырвавшись на узкие улицы города, танкисты открыли огонь по врагу, посеяв среди оборонявших город немцев панику. В ходе боя экипажем было уничтожено 12 орудий, 30 автомобилей с боеприпасами и военными грузами и более 20 солдат и офицеров противника. Но самое главное, дезорганизованные немцы не сумели оказать сопротивление подошедшим частям Красной Армии, и в тот же день город был полностью освобождён.
За отличие в Торопецко-Холмской операции Гавриил Антонович был произведён в майоры.
Указом Президиума Верховного Совета СССР «О присвоении звания Героя Советского Союза начальствующему и рядовому составу Красной Армии» от 5 мая 1942 года за «образцовое выполнение боевых заданий командования на фронте борьбы с немецкими захватчиками и проявленные при этом отвагу и геройство» удостоен звания Героя Советского Союза с вручением ордена Ленина и медали «Золотая Звезда».
После освобождения Андреаполя майор Г. А. Половченя участвовал в боях за Торопец и Вележ. 10 февраля 1942 года был тяжело ранен командир 141-го отдельного танкового батальона. Его обязанности были возложены на Гавриила Антоновича. До лета 1942 года батальон участвовал в боях под Вележем. В июне 1942 года Гавриил Антонович был отозван с фронта и после награждения в Кремле направлен в Военную ордена Ленина академию бронетанковых и механизированных войск Красной Армии имени И. В. Сталина, находившуюся в эвакуации в Ташкенте. В июне 1943 года он проходил стажировку в 1-й танковой армии на Курской дуге. Учёбу в академии Гавриил Антонович заканчивал уже в Москве. В декабре 1944 года подполковник Г. А. Половченя был назначен командиром 19-го гвардейского танкового полка 2-й гвардейской механизированной бригады 1-го гвардейского механизированного корпуса Харьковского военного округа.
29 декабря 1944 года 1-й гвардейский механизированный корпус прибыл на 3-й Украинский фронт в разгар Будапештской стратегической наступательной операции. Полк гвардии подполковника Г. А. Половчени принимал участие в боях за город Будапешт и Балатонской оборонительной операции. Весной 1945 года Гавриила Антоновича назначили командиром 101-го гвардейского тяжёлого танкового полка 43-й гвардейской танковой бригады. До конца войны полк находился в резерве 3-го Белорусского фронта и в боевых действиях не участвовал. Боевой путь Гавриил Антонович закончил в должности командира тяжёлого самоходно-артиллерийского полка в Маньчжурии в ходе Советско-японской войны.
После окончания Второй мировой войны подполковник Г. А. Половченя продолжал службу в бронетанковых и механизированных войсках СССР до 1953 года. Перед увольнением в запас Гавриил Антонович занимал должность заместителя командующего бронетанковыми и механизированными войсками Одесского военного округа. После завершения воинской службы Гавриил Антонович остался на Украине. В 1953—1958 годах работал главным инженером и директором машинно-тракторной станции в Николаевской области. С 1958 года жил в Николаеве, до выхода на пенсию работал инженером на Черноморском судостроительном заводе. 4 июня 1988 года Гавриил Антонович скончался. Похоронен в городе Николаеве на Украине.

## Награды и звания
- Медаль «Золотая Звезда» (05.05.1942);
- орден Ленина (05.05.1942);
- орден Отечественной войны 1 степени (06.04.1985);
- два ордена Красной Звезды (03.11.1944; 05.11.1946);
- медали.
- Почётный гражданин города Андреаполь Тверской области (1967).

## Память
- Именем Героя Советского Союза Г. А. Половчени названа улица в городе Андреаполь Тверской области.
- В 1942 году Михаилом Матусовским была написана «Баллада о капитане Половченя»[13]

## Документы
- Общедоступный электронный банк документов «Подвиг Народа в Великой Отечественной войне 1941—1945 гг.» Дата обращения: 4 июля 2012. Архивировано из оригинала 13 марта 2012 года.

Представление к званию Героя Советского Союза. Дата обращения: 4 июля 2012. Архивировано 6 октября 2012 года.